# Zwój trzewny

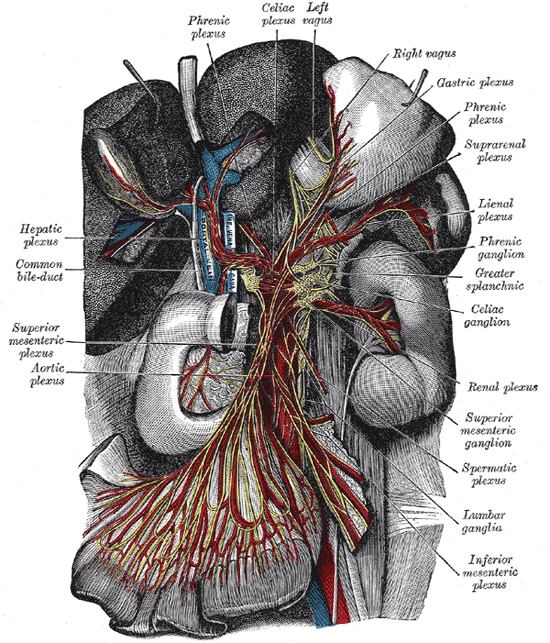
Zwój trzewny oznaczony jest pośrodku po prawej stronie rysunku jako Celiac ganglion

Zwój trzewny (łac. l.mn. ganglia celiaca) to jedno z dwóch dużych skupisk tkanki nerwowej o nieregularnym kształcie, położonych w górnej części jamy brzusznej. Zwoje trzewne, będąc największymi zwojami układu współczulnego człowieka, tworzą splot trzewny. Zwój trzewny ma barwę szaro-czerwoną.

Przeczytaj ostrzeżenie dotyczące informacji medycznych i pokrewnych zamieszczonych w Wikipedii.